# Piz Nair (Sankt Moritz)
Piz Nair är en bergstopp i Schweiz.   Den ligger i regionen Maloja och kantonen Graubünden, i den östra delen av landet, 190 km öster om huvudstaden Bern. Toppen på Piz Nair är 3 056 meter över havet, eller 188 meter över den omgivande terrängen. Bredden vid basen är 0,87 km.
Terrängen runt Piz Nair är bergig söderut, men norrut är den kuperad. Närmaste större samhälle är St. Moritz, 4,0 km öster om Piz Nair. 
Trakten runt Piz Nair består i huvudsak av gräsmarker. Runt Piz Nair är det ganska glesbefolkat, med 31 invånare per kvadratkilometer.